# کریستین گابریل چاوز
کریستین گابریل چاوز (انگلیسی: Cristian Gabriel Chávez؛ زادهٔ ۴ ژوئن ۱۹۸۷) بازیکن فوتبال اهل آرژانتین است.
از باشگاه‌هایی که در آن بازی کرده‌است می‌توان به باشگاه فوتبال گیانینا، باشگاه فوتبال گودوی کروز، باشگاه فوتبال بارسلونا، باشگاه فوتبال ناپولی، و باشگاه ورزشی سن لورنسو آلماگرو اشاره کرد.